# يدع إل ذريح الأول
يَدَع إيل ذَريح بن سمه علي: مكرب سبئي. حكم خلال الربع الأخير من القرن السابع قبل الميلاد تقريبًا، وتعتقد جاكلين بيرين أنه حكم فترة طويلة، قدرتها بنحو خمسين عامًا.
يعد الباحثين هذا المكرب واحدًا من "المكاربة الثلاثة العظماء"، جنبًا إلى جنب مع كربئيل وتر ويثع أمر وتر الأباء المؤسسين، ووصف علماء الآثار عصره بـ الذهبي. ويعتبر عهد هذا المكرب، وجده كربئيل وتر من قبله، من أغنى عهود المكاربة بالنقوش. وأهم ما امتاز به عهد "يدع إيل ذريح" العمارة ذات الشكل الأسطواني والبيضاوي.وعلى الرغم من فتوحاته التوسعية إلى وادي جازان، ومنجزاته الحضارية الواسعة في شتى المجالات؛ إلا أنه لم يعثر حتى الآن على نقش يوثق سيرته الطويلة، مع ذلك لا يستبعد ظهور نقشا له من معبد أوام.

## حياته

سور أوام البيضاوي، الذي بني بأمر "يدع إل ذرح".

أنجز يدع إيل ذريح عددًا من المشاريع العمرانية الضخمة في مأرب وصرواح، وظهر كباني للمعابد. على سبيل المثال، سوّر معبد أوام (شعبياً: محرم بلقيس)، وهو جدار ضخم بيضاوي الشكل، يبلغ طوله حوالي 282 مترًا - وارتفاعه نحو 14 مترًا. وإلى هذا المكرب يعود أقدم ذكر لمسمى أوام بيت المقه في مأرب.وفي صرواح، قام هذا المكرب بعمل سور ضخم بيضاوي الشكل لمعبد "أوعال" بيت إلمقه. والآثار الباقية لأسوار هذه المعابد الضخمة تُنبئ عن إتقان معماري وإبداع هندسي فريد، ويمكن تعليل التشابه الكبير الذي يوجد بين تصميم أسوار معبد أوام في مأرب ومعبد أوعال بصرواح، يكمن في أن المهندس الذي أشرف على بناء أسوار تلك المعابد شخص واحد.
وفي المساجد، إلى الجنوب الغربي من مأرب على مسافة ثلاثين كيلاً، أقام المكرب يدع إيل ذريح - "حرمًا ثالثًا كبيرًا للمقه سماه "معرب". وإلى الجنوب من معبد "معرب" على بعد عشرين كيلاً، أسس هذا المكرب مدينة "مردع" المسورة (حاليًا: هجر الريحاني) في وادي ونب، لتأمين حدود مأرب الجنوبية مع قتبان. و"ونب" (حالياً: وادي الجوبة)، هو الوادي الذي اشتراه المكرب يثع أمر وتر من أحد أعيان القبائل، ووسع كربئيل وتر الأملاك فيه بالشراء، واستكمل المكرب "يدع إيل ذريح" مشروعهم ببناء معبد "معرب" ومدينة "مردع"، وتوطين السبئيون في هذه الرقعة الزراعية. وقد وصلنا لهذا المكرب عدد كبير من النقوش الغير منشورة، أهمها نص يشير إلى إنشاء سد ترابي "مضرف" سماه "مردع" يعلو "أبين" الواحة الشمالية. إلى جانب ذلك، وصلنا نقش آخر من منهية (حالياً: حزمة أبو ثور) وهو نصب "قيف" يشير فيه "يدع إيل ذريح" إلى وضع حداً فاصل بين المراعي والمزارع/المحارث، التي قد تتعرض لانتهاكات الرعاة. كما عثرت البعثة الأمريكية على نقش غاية في الروعة يشير إلى اسم "يدع إيل ذريح بن سمه علي" على أرضية مدخل معبد أوام.
وقد جاء في أحد النصوص السبئية أن "يدع إيل ذريح" قد فرض الضرائب على سكان منطقة تهامة من جازان حتى صيحان (حاليا: وادي سهام)، وهذا يدل على اتساع نفوذ مملكة سبأ في وقت مبكر من تاريخها إلى جازان، وفي عهد هذا المكرب سيطر السبئيون على ساحل البحر الأحمر من وادي جازان إلى باب المندب بطول 500 كيلو متر، وأشار النص أيضاً إلى وجود معبداً للمقه في صيحان، ربما من أنشأه هذا المكرب، المشهور بأنه باني العديد من المعابد.
وفيما يتعلق بالعلاقات بين سبأ وجيرانها في عهد هذا المكرب، فقد وصل إلينا عدد من النقوش، أهمها نصاً تبايع فيه واحة نجران سبأ، كما يتضح من النقش الذي قدمه أحد أعيان قبيلة أمير بصفته "أخ" الحكام السبئيين يدع إيل ويثع أمر؛ ويأسس مقراً لقبيلته في معبد أوام. ويظهر من خلال هذا النقش أن العلاقات بين نجران وسبأ يبدو أنها هدأت، بعد الغزوة الكبرى التي قام بها كربئيل وتر قبل بضع عقود على واحة نجران.
أما العلاقة مع مدن الجوف، فقد وصل إلينا كتابة ملكية من قرناو يجدد فيها الملك "أبوعبد يدع" - أقدم ملك معيني مؤكد - "الإخوة" بين معين وسبأ وحاكمها "يدع إيل"، ويستشف من هذا النص - عمق الروابط التي كانت بين معين وسبأ، وأن "قرناو" تحولت من مشيخات إلى كيان سياسي يدعى "معين"، وازدهرت مع تراجع قوة جارتها نشان خلال النصف الثاني من القرن السابع ق م، وهذا يعني أيضاً أن حكومة معين كانت خاضعة لسيادة سبأ دون أن يؤثر ذلك في استقلالها الذاتي الذي كانت تتمتع به. كما وصلنا نقش يذكر أسم "يدع إيل" وشريكه "يثع أمر" في مراسم حفل زواج رجل سبئي من مرأة من كمنا، وهو أمر يدل على التحالف بين الكيانين السياسيين، وبقاء سيطرة سبأ على مدينة كمنا بكل وضوح، والنص يؤرخ من نهاية القرن السابع قبل الميلاد.

### هوامش
1. ↑  خلال النصف الأول من القرن الرابع قبل الميلاد، استولت قتبان على وادي الجوبة الذي لا يبعد سوى عشرين كيلاً من مأرب، مما يدل على الضعف والهوان الذي وصلت له سبأ في هذه الفترة، وحمل حكام قتبان لقب "مكرب" بعد أن تخلى حكام سبأ عن هذا اللقب. وترك مكاربة قتبان والقتبانيون في هذا الوادي عدداً كبيراً من النصوص والتماثيل الفاخرة (النقش: Ghul-YU 66. و RES 3553. و CSAI I, 300. و CSAI I, 295.) نسخة محفوظة 2024-02-18 على موقع واي باك مشين.
2. ↑  أقدم ذكر لقرناو كان في بداية القرن السابع قبل الميلاد، وحينها زعماء قرناو (معين) الذين لم يحملوا لقب ملوك - ذكروا إخوتهم مع سبأ ونشان (النقش: YM 2009). ومن الواضح أن استقلال قرناو من نفوذ نشان، وتكوَّنَ كيان معين السياسي، حدث بعد الحملات العسكرية التي قام بها كربئيل وتر بمعاونة مدن هرم وكمنا - وربما قرناو أيضا - على مملكة نشان في أواسط القرن السابع قبل الميلاد، ومنذ ذلك الوقت فقدت نشان حكمها الذاتي، لتحل مكانها معين تدريجيًا. "نسخة مؤرشفة". مؤرشف من الأصل في 2024-04-04. اطلع عليه بتاريخ 2024-03-25.{{استشهاد ويب}}:  صيانة الاستشهاد: BOT: original URL status unknown (link)